# Herzogtum Warschau
Das Herzogtum Warschau (polnisch Księstwo Warszawskie, französisch Duché de Varsovie) war ein von Kaiser Napoleon I. errichteter polnischer Rumpf- und Satellitenstaat, der von 1807 bis 1815 existierte. Zum Herzog von Warschau bestimmte Napoleon den König Friedrich August I. von Sachsen. Das Herzogtum bestand im Wesentlichen zunächst aus dem Teil Polens, der von Preußen bei der Zweiten (1793) und Dritten Teilung Polens (1795) annektiert worden war. Napoleon erweiterte es 1809 um das von Österreich in der Dritten Teilung Polens annektierte Westgalizien.
Irrtümlicherweise wird für das Herzogtum oft auch die Bezeichnung Großherzogtum Warschau verwendet.

## Staatsname
Entgegen einer heute weit verbreiteten Meinung war das Herzogtum Warschau niemals Großherzogtum. Im Frieden von Tilsit (1807) ist ausdrücklich von einem Duché de Varsovie (frz. Herzogtum Warschau) die Rede, ebenso der Text der Verfassung vom 22. Juli 1807, und auch Art. 2 der Wiener Kongress-Akte (1815) kennt nur ein Herzogtum Warschau (siehe Quellen). Sachsens König, der das Herzogtum Warschau in Personalunion regierte, nannte sich auf seinen für Polen geprägten Talern FRID.AUG.REX SAX.DUX VARSOW. („König Sachsens. Herzog Warschaus“). Der 1808 in Paris publizierte Atlas historique von A. Le Sage (alias Emmanuel de Las Cases) bezeichnet in einer Karte auf Seite 26 den neuen Staat als Duché De Varsovie Donné Au Roi De Saxe Par Le Traité De Tilsit („Herzogtum Warschau, das dem König von Sachsen durch den Vertrag von Tilsit gegeben worden ist“). Auch die deutschsprachige verwaltungswissenschaftliche Literatur spricht vom Herzogtum Warschau (Jaffé 1909, S. 85–147).
Dennoch ist noch heute der Begriff „Großherzogtum Warschau“ vielfach zu finden – selbst in der renommierten Fachliteratur und in historischen Atlanten. Möglicherweise beruht der Irrtum auf einer fortgesetzten Verwechslung mit dem polnischen Landesteil Großpolen, dem 1815 begründeten (damals preußischen) Großherzogtum Posen oder der Eigenschaft früherer sächsischer Herrscher während der Personalunion Sachsen-Polen als Großherzöge bzw. Großfürsten von Litauen.

## Entstehung

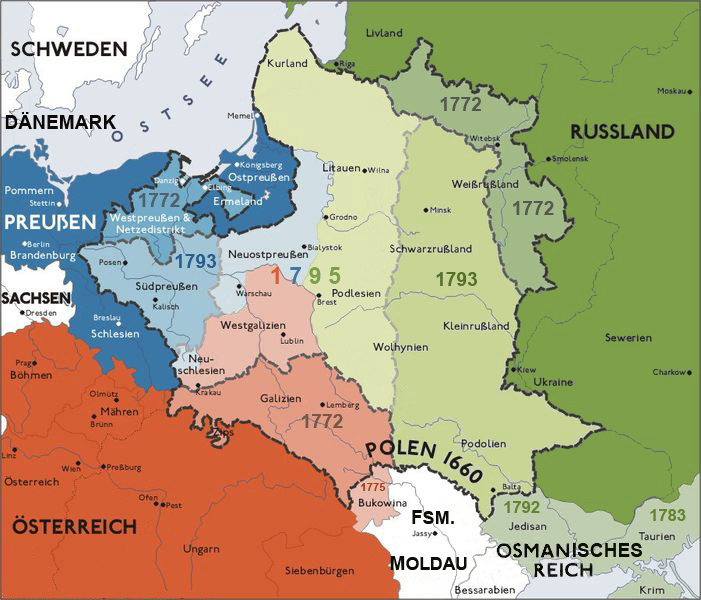
Übersicht der Regionen (nach den Teilungen Polen-Litauens), aus denen zum Teil das Herzogtum entstand

Um 1806 Preußen vollständig zu bezwingen, setzte Napoleon auf einen Aufstand in dem Teil Preußens, der bis zur Auflösung 1795 noch zum Königreich Polen gehört hatte. Bereits vage Versprechungen auf eine Wiederherstellung eines polnischen Staates genügten den polnischen Magnaten, der Bevölkerung und den Soldaten der polnischen Legionen im Dienst Napoleons, um nicht nur zügig zu revoltieren, sondern auch engagiert für den neuen polnischen Staat zu arbeiten. In kürzester Zeit war eine polnische Administration entstanden. Seit Januar 1807 stand der ehemalige Marschall des Vierjährigen Sejms, Stanisław Małachowski (1736–1809), an der Spitze einer vorläufigen Regierungskommission. Bereits im Frühjahr waren 30.000 Soldaten einsatzbereit und in drei Legionen formiert. Diese standen unter dem Kommando von Generälen der alten polnischen Armee, Józef Zajączek (1752–1826) und Jan Henryk Dąbrowski (1755–1818), sowie des ehemaligen Kriegsministers und Neffen des letzten polnischen Königs, Stanisław August Poniatowski, Józef Poniatowski (1763–1813).
Im Frieden von Tilsit (7./9. Juli 1807) wurde Preußen von Napoleon gezwungen, die im Zuge der Zweiten und Dritten Polnisch-Litauischen Teilung annektierten Gebiete abzutreten. Aus ihnen gründete Napoleon einen Satellitenstaat, das Herzogtum Warschau. Zum Herrscher ernannte Napoleon seinen Verbündeten, den sächsischen König Friedrich August. Napoleon erließ am 22. Juli 1807 eine Verfassung für den neuen Staat. Der neue Staat hatte eine Ausdehnung von 104.000 km² mit 2,6 Millionen Einwohnern. Den Bezirk Białystok gab Napoleon im Tilsiter Frieden an den ehemaligen Kriegsgegner Russland, mit dem er sich gut stellen wollte. Danzig wurde mit seiner Umgebung und der Exklave Halbinsel Hela aus Preußen ausgegliedert und in die Republik Danzig umgewandelt. In einem Nachtrag, der Zweiten Elbinger Konvention vom 10. November 1807, zwang Napoleon Preußen zur Abtretung von in der Ersten Polnischen Teilung annektierten Gebieten, des südöstlichen Teils des Netzedistrikts und des Kulmerlands, an das neue Herzogtum.

## Verwaltung
Bereits 1791 hatte die polnische Adelsrepublik Friedrich August, damals noch Kurfürst Friedrich August III. von Sachsen, als einem Nachfahren zweier polnischer Könige die erbliche polnische Königswürde angeboten. Als Napoleon ihm als seinem Verbündeten 1807 das Herzogtum Warschau übertrug, konnte Friedrich August nicht ablehnen. Am 22. Juli 1807 oktroyierte Napoleon dem Herzogtum eine in wenigen Stunden von ihm in Dresden diktierte Verfassung nach französischem Vorbild, obwohl die polnische Regierung, bestehend aus Ministerrat, Präsident Stanisław Kostka Potocki (1755–1821) und Staatsrat die Verfassung vom 3. Mai 1791 in Kraft setzen wollte.
In der Verfassungswirklichkeit war dafür gesorgt, dass die Macht de facto nicht bei Friedrich August, sondern beim französischen Botschafter lag, dessen Organ der Ministerrat war. Zudem wurden Klerus und Adel in dieser Verfassung deutlich privilegiert und behielten ihre Besitzrechte. Auf dem Land wurden Großgrundbesitzer in Verwaltungspositionen eingesetzt und blieben damit in ihren Machtstellungen. Weil die Abschaffung der Leibeigenschaft nicht mit einer Regelung der Besitzverhältnisse auf dem Land verbunden war, hatte sie eine weitere Entrechtung der Bauern zur Folge.
Der Staat wurde nach französischem Vorbild zunächst in die sechs Départements Posen, Bydgoszcz, Kalisz, Warschau, Płock und Łomża gegliedert. 1809 kamen die Départements Krakau, Radom, Siedlce und Lublin dazu.
| Nr. | Name                     | Beginn der Amtszeit | Ende der Amtszeit |
| --- | ------------------------ | ------------------- | ----------------- |
| 1   | Stanisław Małachowski    | 5. Oktober 1807     | 14. Dezember 1807 |
| 2   | Ludwik Szymon Gutakowski | 14. Dezember 1807   | November 1808     |
| 3   | Józef Poniatowski        | November 1808       | 25. März 1809     |
| 3   | Stanisław Kostka Potocki | 25. März 1809       | Mai 1813          |

## Bedeutung

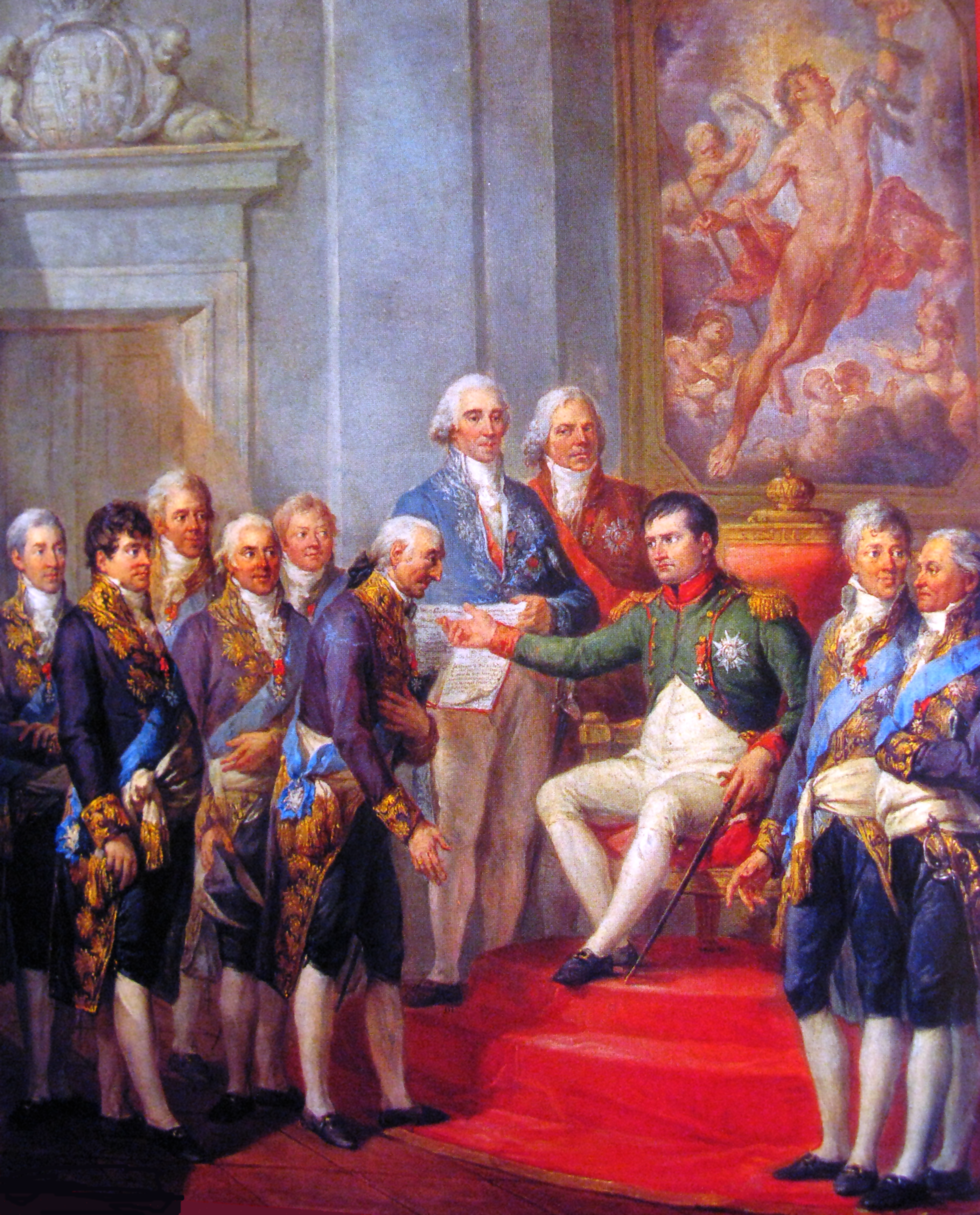
Kaiser Napoleon bei der Verleihung der neuen Verfassung an Stanisław Małachowski

Napoleon schuf sich mit dem Herzogtum Warschau einen Pufferstaat zwischen seinen ehemaligen und potentiellen Kriegsgegnern Österreich und Russland und schwächte das besiegte Preußen durch die umfangreichen Gebietsabtretungen erheblich. Im Gegenzug dazu stärkte er das Königreich Sachsen als potenziellen Mittelstaat gegenüber Preußen und Österreich. Vor allem aber schuf er einen Konflikt zwischen Sachsen einerseits und dessen früheren Verbündeten Russland und Preußen andererseits, der Sachsen auch gegenüber Österreich isolierte und umso mehr an Napoleon band.

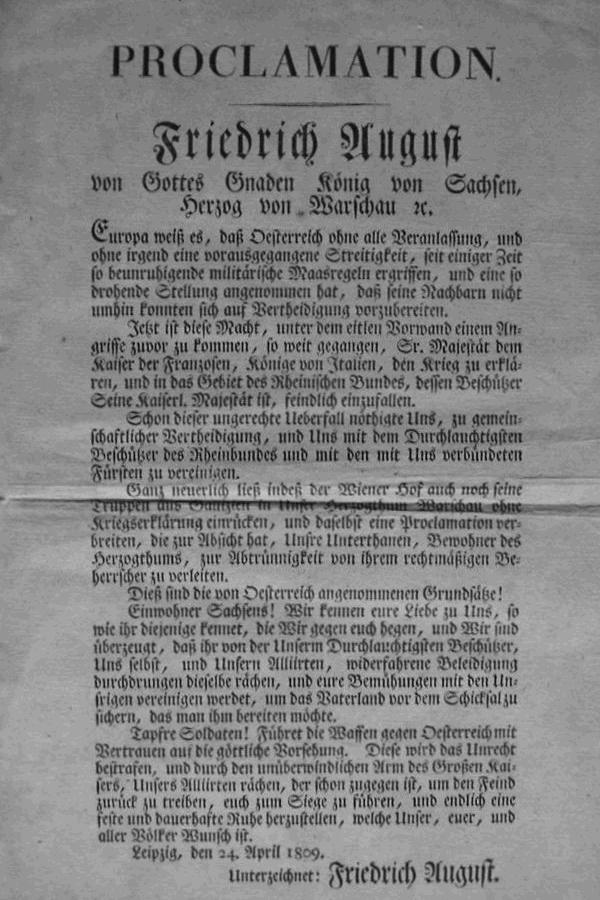
Proclamation – Friedrich August
Leipzig, den 24. April 1809

Als Österreich während des Fünften Koalitionskriegs im Frühjahr 1809 versuchte, das Herzogtum als Faustpfand zu besetzen, um es Preußen oder Russland als Preis für ein Bündnis anzubieten, gestaltete sich sein Feldzug zu einem Fiasko.
Friedrich August veröffentlichte am 24. April 1809 eine Proklamation, worin er seinem Volk die politische Lage, speziell zu den kriegerischen Aktivitäten Österreichs, ausführlich erklärte (siehe Bild links).
Die Kampfhandlungen dauerten bis zum Abschluss des Znaimer Waffenstillstands Mitte Juli 1809, als die österreichischen Truppen nur noch die Gegend südlich von Krakau besetzt hielten, das, wie beinahe das gesamte Kronland Galizien genannte österreichische Teilungsgebiet, von russischen und polnischen Truppen besetzt war. In Ungarisch-Altenburg begannen Friedensverhandlungen zwischen Napoleon und dessen Bevollmächtigten sowie dem österreichischen Außenminister, die im Oktober mit dem Frieden von Schönbrunn endeten.
Bei der Behandlung der Zugehörigkeit Galiziens und der Möglichkeit einer Wiederherstellung Polens enttäuschten die Gesprächspartner polnische Hoffnungen. Beide Probleme löste der Friedensschluss zugunsten des umworbenen Russlands. Es durfte sich noch einmal auf Kosten Polens vergrößern, indem Österreich ihm den galizischen Bezirk Tarnopol abtreten musste. Das Herzogtum Warschau erhielt ganz Westgalizien sowie das bereits in der Ersten Teilung von Österreich annektierte Zamość samt dem Zamoscer Kreis. Ferner fiel fortan die Hälfte der Einnahmen der Salzmine von Wieliczka an König Friedrich August. Seine Schatullengelder stiegen von 0,167 auf 1,5 Millionen Taler. Das hinzugewonnene Gebiet wurde in vier neue Départements eingeteilt: Krakau, Radom, Siedlce und Lublin. Damit wuchs das Herzogtum auf 155.430 km² mit insgesamt 4,4 Millionen Einwohnern an.

## Niedergang

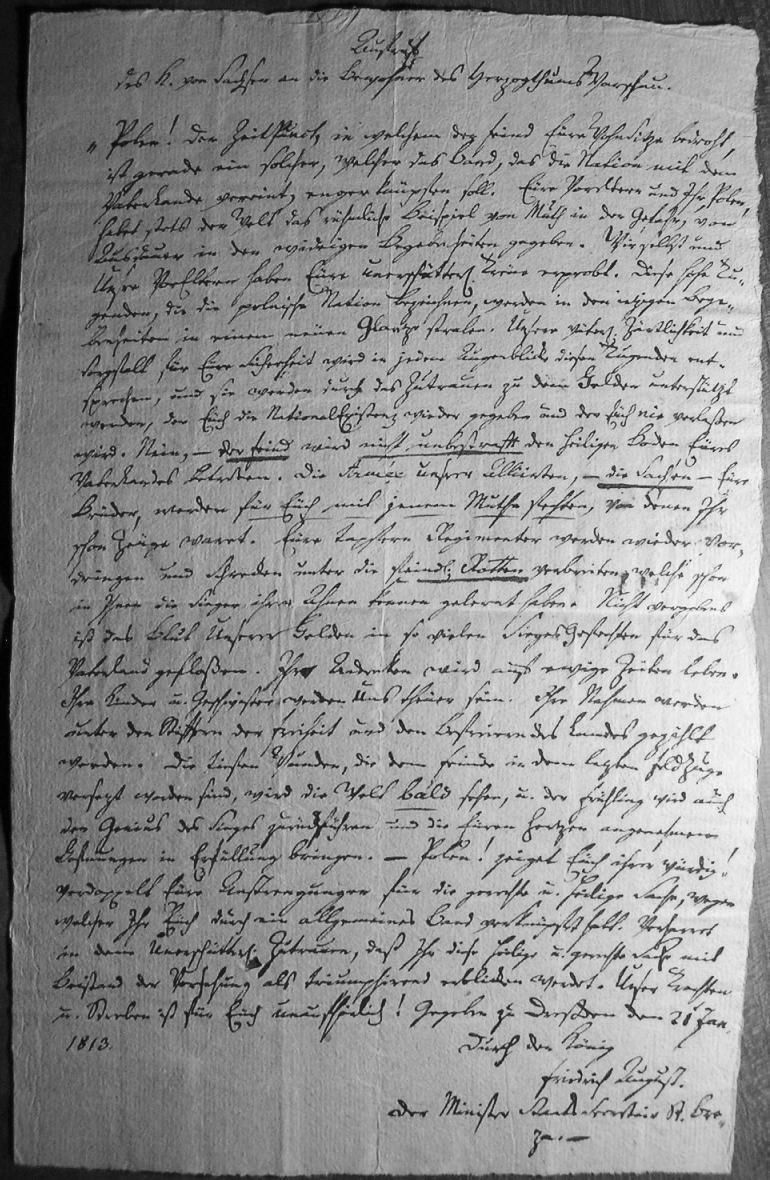
Aufruf des Königs von Sachsen an die Bewohner Warschaus am 21. Januar 1813

Das Herzogtum stellte für den bevorstehenden Krieg mit Russland 96.000 Soldaten, das größte Kontingent nach Frankreich und dem Rheinbund. Um Zar Alexander I. nicht zu reizen, durfte diese Truppe aber vorerst nicht „polnisch“ genannt werden. Sie wurde unter dem Namen „Nordische Legion“ aufgestellt. Der Rest musste in französischen Regimentern der Kaisergarde, der Weichsel-Legion und der Donau-Legion dienen. In wirtschaftlicher Hinsicht wurde der kleine Staat für den Krieg mit Russland hemmungslos durch den französischen Kaiser in die Pflicht genommen. Die Aufmarschbasis für den Russlandfeldzug 1812 lag im Wesentlichen auf polnischem Gebiet. Die Soldaten mussten auch in diesen Gebieten ernährt und ausgestattet werden. Aus dem Feldzug kehrten von 96.000 polnischen Soldaten nur etwa 24.000 zurück.
Obwohl Friedrich August noch am 21. Januar 1813 die Bewohner Warschaus zum Durchhalten aufrief (siehe rechts den Aufruf), konnte Warschau nicht gehalten werden. Am 6. Februar 1813 besetzten russische Truppen Warschau, und die Regierung wich nach Krakau aus. Dort schaffte es Poniatowski bereits bis April 1813, eine kleine, aber schlagkräftige neue Armee von 18.000 Soldaten aufzubauen. Obwohl bis Juni 1813 bereits das ganze Territorium bis auf die Festungen Modlin und Zamość durch russische Truppen besetzt worden war, existierte ein Status quo, der das politische Gebilde des Herzogtums noch eine Weile am Leben erhielt.
Österreich, Russland und auch Napoleon bemühten sich um diese Armee, die zu diesem Zeitpunkt den Vormarsch der Verbündeten stoppen oder aber das Ende Napoleons beschleunigen konnte. Die politisch einflussreiche Magnatengruppe der „Familia“ bemühte sich, ein relativ souveränes Königreich Polen mit dem russischen Zaren als König durch Verhandlungen zu erreichen. Das war zu diesem Zeitpunkt auch der überwiegende Wunsch jenes Teils der Bevölkerung, der den Glauben an Napoleon und an seine Aufrichtigkeit in der Polenfrage bereits verloren hatte. Friedrich August schätzte die politische Lage anders ein, und so wurde er zum letzten Vasallen Napoleons in Deutschland.
Poniatowski folgte mit der polnischen Armee seinem Souverän nach Sachsen, um noch ein letztes Mal dem Kaiser der Franzosen in der Völkerschlacht bei Leipzig (Oktober 1813) militärisch beizustehen. Wieder wurde die polnische Armee fast vollständig vernichtet, als sie an den Brennpunkten und zur Deckung von Napoleons Rückzug eingesetzt wurde. Napoleon ernannte Fürst Józef Poniatowski nach dem ersten Schlachttag zum Maréchal d’Empire und verlieh ihm damit die französische Staatsbürgerschaft. Bei der Flucht der geschlagenen Truppen Napoleons ertrank er in der Weißen Elster. Friedrich August wurde in Leipzig gefangen genommen. Als einziger deutscher Fürst, der Napoleon die Treue gehalten hatte, musste er nach dessen Niederlage in den Befreiungskriegen um den Bestand seiner Staaten fürchten.

## Auflösung
Auf dem Wiener Kongress einigten sich nach schwierigen Verhandlungen die Siegermächte und Frankreich darauf, das Königreich Sachsen zugunsten Preußens zu verkleinern und das ebenfalls reduzierte Herzogtum Warschau in ein Königreich Polen unter dem Zepter des russischen Kaisers umzuwandeln. Am 22. Mai 1815 verzichtete Friedrich August auf das Herzogtum Warschau (nachdem er noch im Jahre 1814 als „rex sax. dux Varsov.“ in Dresden Taler hatte prägen lassen) und entband seine polnischen Untertanen vom Treueeid.
Nicht zum Königreich Polen gehörten die Republik Krakau und das Großherzogtum Posen. Letzteres fiel an Preußen, blieb aber außerhalb des Deutschen Bundes, der ebenfalls eine Neubildung war, und die Grenzen des 1806 aufgelösten Heiligen Römischen Reichs hatte.

### Ältere Darstellungen
- Samuel G. Laube (Übers.): Gesetzsammlung des vormaligen Herzogtums Warschau. Mehwald, Posen 1816 (Digitalisat).
- Johann Gottfried Dyk: Geschichte des Königreichs Polen, seiner Auflösung, und der Entstehung des Herzogthums Warschau. Verlag der Dyk’schen Buchhandlung, Leipzig 1812 (Digitalisat).
- Jerzy B. Flatt: Topographie des Herzogtums Warschau nebst einem kurzen Abriss der polnischen Geschichte bis auf die neuesten Zeiten. Böhme, Leipzig 1810 (online).